# چیویتا (اندیشکده)
چیویتا (به لاتین: Civita به معنی: شهروند) یک اندیشکده غیر سوسیالیستی و لیبرال، در نروژ است. این اندیشکده در سال ۲۰۰۳ میلادی، تأسیس شده‌است. اندیشکده چیویتا، به هیچ حزب یا سازمان سیاسی، وابستگی رسمی ندارد. هدف این اندیشکده ایجاد فضایی برای تبادل نظر سیاسی در زمینه مسائل مهم اجتماعی است.

## اهداف
در اساسنامه اندیشکده چیویتا، هدف اندیشکده، افزایش دانش در مورد ارزش نهادها و راه حل‌های لیبرال قید شده‌است. اندیشکده تلاش می‌کند که اجتماع در جهت مسئولیت شخصی و احترام بیشتر به آزادی فردی توسعه یابد. این تلاش از جمله از طریق برگزاری جلسات سخنرانی ومناظره، کلاس‌های آموزشی و انتشار اخبار و مطالب مفید اعمال می‌شود.
اندیشکده چیویتا، محلی برای ملاقات افراد جامعه از قشرهای مختلف اجتماعی و تعلق‌های حزبی متفاوت است. مانند: سیاستمداران، تجار، دانشمندان، خبرنگاران و غیره.
اندیشکده چیویتا، از طریق اصناف تولیدی و تجاری و شرکتهای خصوصی حمایت مالی می‌شود.
کریستین کلمت از اعضای سابق هویره، در رأس گروهی از افراد، با سوابق علمی و سیاسی مختلف، این مؤسسه را رهبری می‌کند.
 چیویتا، همچنین دارای یک شورای تخصصی است.